# XIII округ Парижа
13-й округ Парижа (фр. Arrondissement des Gobelins) — один з двадцяти округів Парижа.
Раніше тут проживали переважно родини робітників, зараз округ відомий паризьким Чайна-Тауном, численними багатоповерхівками та мало цікавий для туристів. 13-й округ відомий новими будівлями Національної бібліотеки Франції та нещодавно відбудованим діловим кварталом Paris Rive Gauche.

## Географічне положення

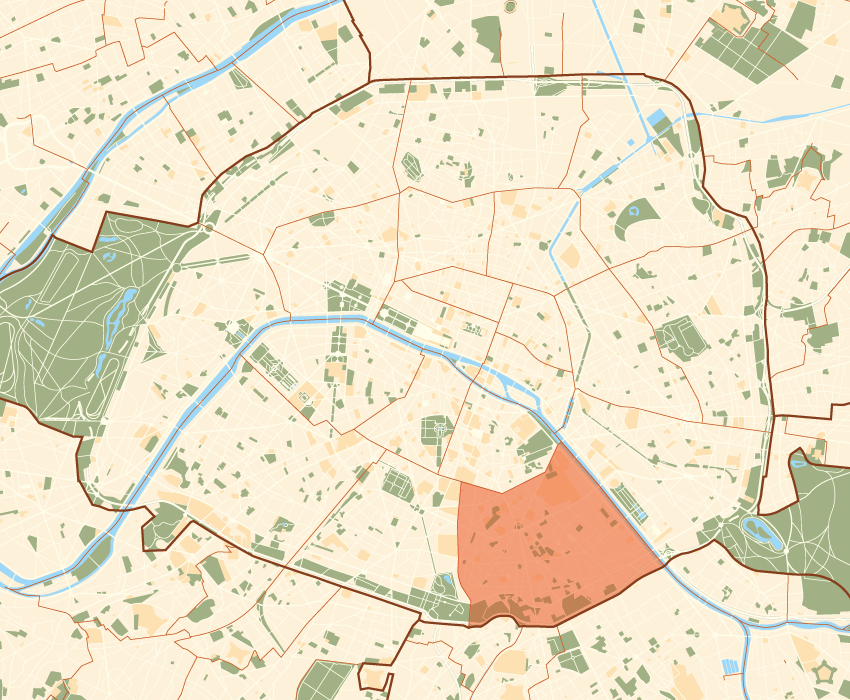
Обриси 13-го округу на мапі Парижа

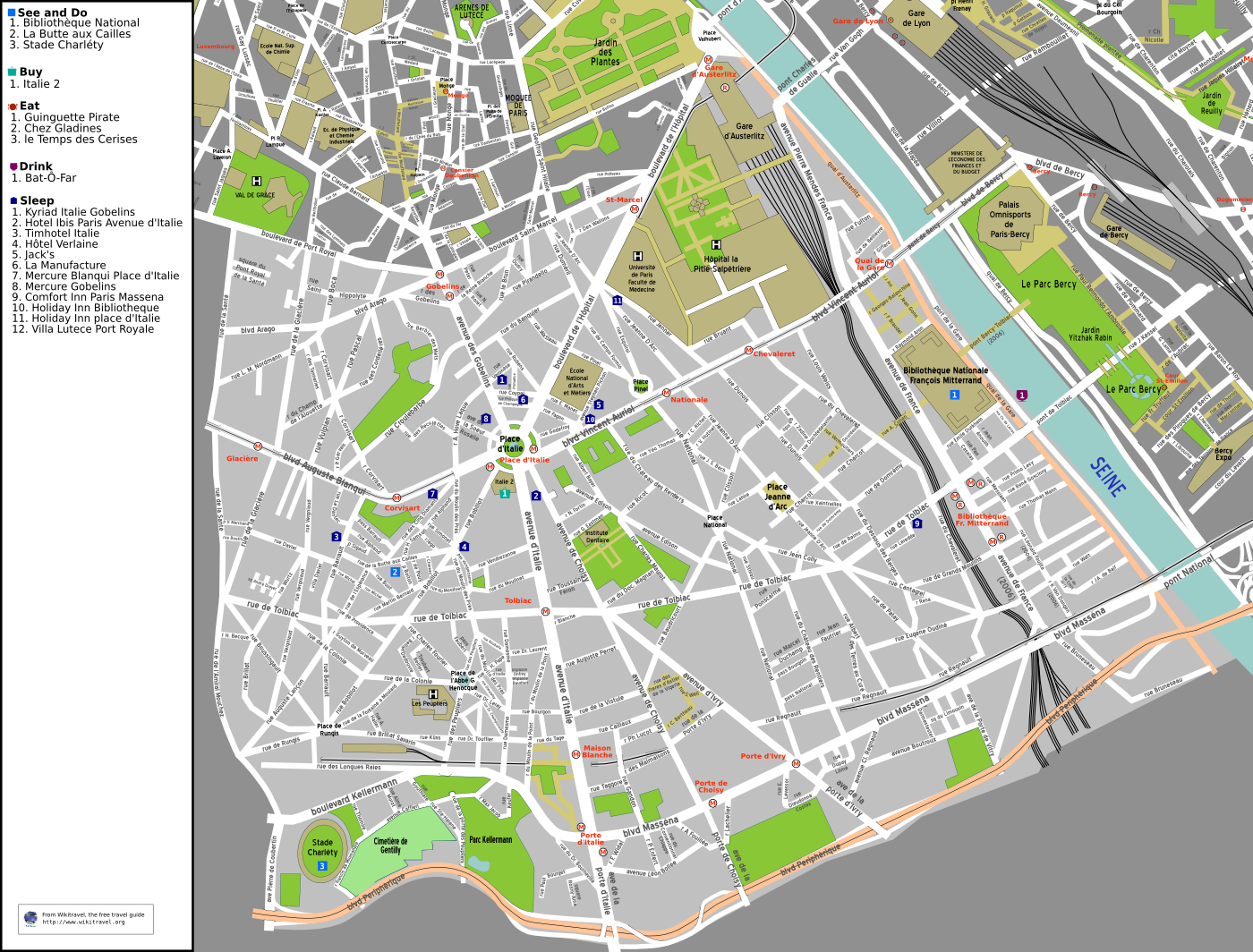
Карта 13-го округу

13-й округ розташований на лівому березі Сени. Він межує на заході з 14-м, на півночі з 5-м округами. У східній частині округ відділений Сеною від сусіднього 12-го округу. Площа округу становить 71,46 км ².

## Населення
За даними 2005 року в 13-му окрузі проживають 177 900 осіб при щільності населення 24 882 чол/км ². Це становить 8,3 % паризького населення.
| Рік  | Населення | Щільність населення (чол/км ²) |
| ---- | --------- | ------------------------------ |
| 1962 | 166 709   | 23 329                         |
| 1968 | 158 280   | 22 149                         |
| 1975 | 163 313   | 22 854                         |
| 1982 | 170 818   | 23 904                         |
| 1990 | 171 098   | 23 943                         |
| 1999 | 171 533   | 24 004                         |

## Адміністративний поділ

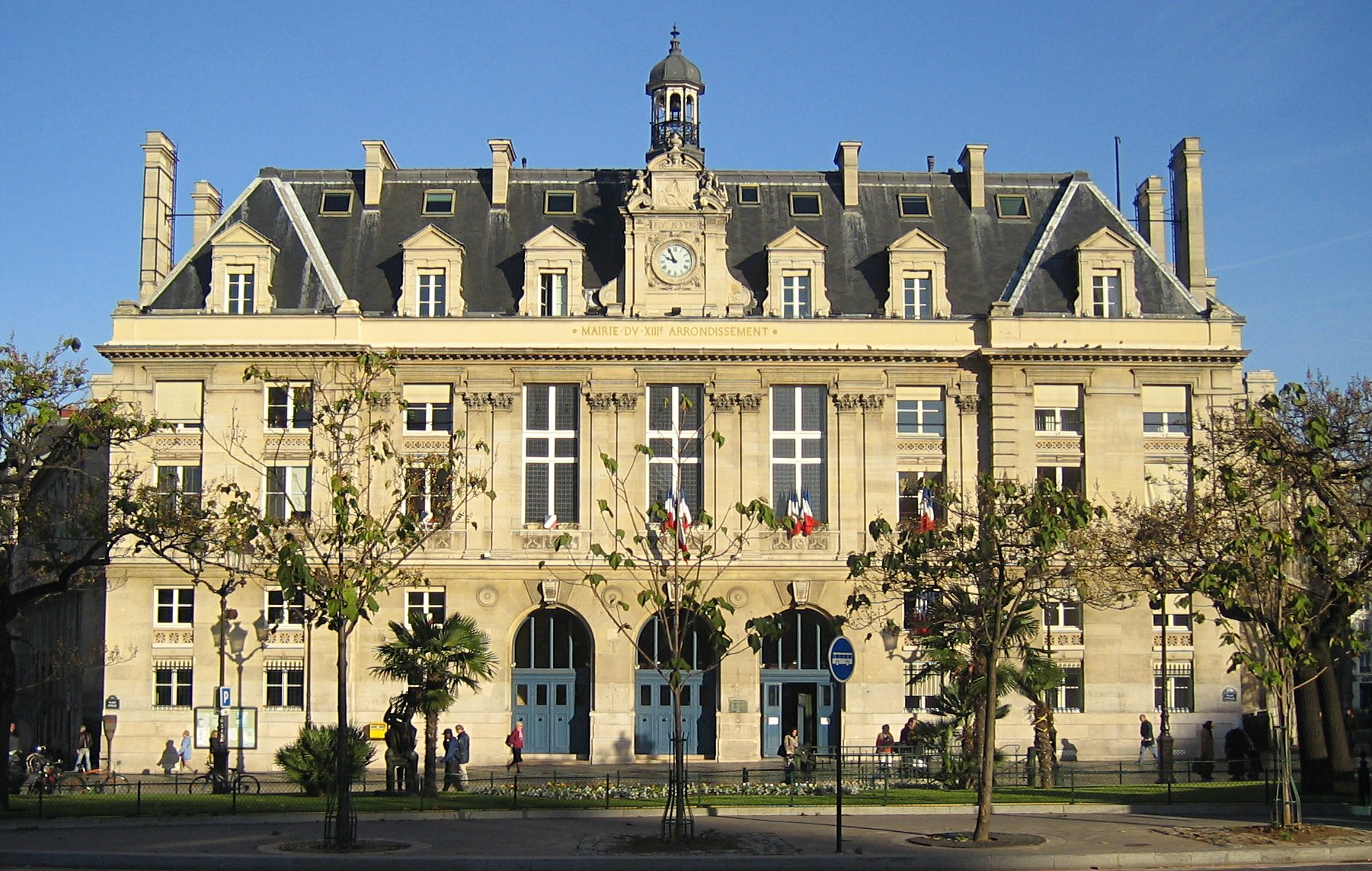
Будівля мерії 13-го округу

Округ, як і всі округу Парижа, складається з чотирьох кварталів:
- Quartier de la Salpêtrière (Квартал Сальпетрієр)
- Quartier de la Gare (Квартал Де-Ла-Гар — Вокзальний)
- Quartier de la Maison-Blanche (Квартал Де-Ла-Мезон-Бланш)
- Quartier de Croulebarbe (Квартал Крульбарб)

## Органи правління
З 2001 року мером округу був представник Соціалістичної партії Франції Серж Бліско. У березні 2008 року йому на зміну прийшов його товариш по партії Жером Куме (Jérome Coumet).
- Адреса мерії:

1, place d'Italie
75013 Paris

## Історія
13-й округ виник у 1860 році при розширенні кордонів французької столиці. Він складається з частин старого 12-го округу та колишніх комун Жантії (Gentilly) та Іврі-сюр-Сен. Номер 13 дістався округу тому, що інший округ, що виник одночасно з ним, зараз це 16-й округ, не захотів брати цей «нещасливий» номер.
13-й муніципальний округ став свідком деяких важливих технічних відкриттів. Так піонери авіації Пілатр де Розьє та маркіз д'Арланд приземлилися 21 листопада 1783 року на пагорбі Бют-о-Кай. З середини XIX до XX століття в 13-му окрузі активно розвивалася індустрія: в 1891 році поруч з Porte d'Ivry була відкрита перша автомобільна фабрика в світі Панар-Левассор. Також тут було споруджено шоколадну фабрику Lombart, а фабрики Say і SUDAC постачали Париж стисненим повітрям.
Частина округу, що розташована на південь від площі Італії, у другій половині XX століття зазнала значних змін. До другої світової війни Сіте Жан д'Арк Cité Jeanne d'Arc (Boulevard Vincent-Auriol)  було частково оновлено. Також інші частини округу, що негативно впливали на здоров'я парижан, було відреставровано: 13-й  (Boulevard Auguste-Blanqui)  і 4-й (навколо Place Nationale) блоки та район Bièvre.
Проте найважливішим проєктом став так званий проєкт Italie 13. Передбачалася перебудова в дусі урбаністічних теорій Ле Корбюзьє, районів навколо Бют-о-Кай, Rue Nationale, Boulevard Vincent-Auriol аж до Porte d'Italie. У підсумку у цій частині округу виникли багатоповерхові будівлі висотою 30-100 м, особливо в районі des Olympiades.

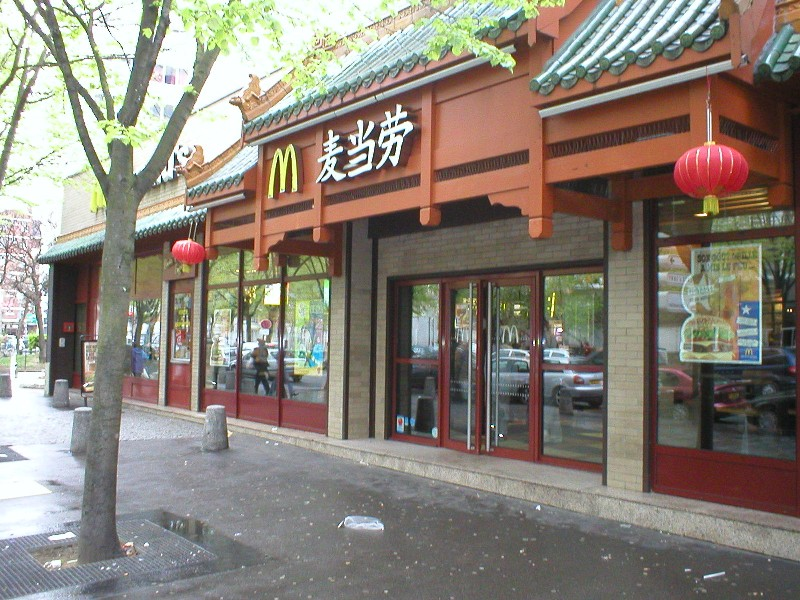
«Макдоналдс» в XIII окрузі

До часу, коли проєкт Italie 13 було перервано, в середині 70-х років XX століття, тут оселилися перші біженці з В'єтнаму, які знайшли притулок у нових, здебільшого незайнятих висотках. Наступна хвиля біженців та іммігрантів з південно-східної Азії, переважно з Камбоджі та Лаосу і трохи згодом з Китаю, перетворили південну частину округу в азійський квартал Парижа  (Quartier asiatique) , при цьому вдалося уникнути утворення гетто, як в інших Чайна-Таун.
Інший великий проєкт у східній частині округу розпочався на початку 90-х років з будівництвом Національної бібліотеки Франції та нового кварталу Paris Rive Gauche уздовж Сени. Відокремлений від решти частини округу залізничними коліями Вокзалу Аустерліц, квартал був з'єднаний з протилежним берегом 14-й лінією метро та пішохідним мостом імені Сімони де Бовуар, що відкрився 2006 року.
Надалі квартал повинен зайняти частину берега від Аустерлицького вокзалу до кільцевої дороги, що наразі є одним з найбільших будівельних проєктів Франції.

## Пам'ятки
- Національна бібліотека Франції
- Чайна-таун (Париж)
- Гобеленова фабрика (Manufacture des Gobelins)
- Бют-о-Кай

### Вулиці та площі

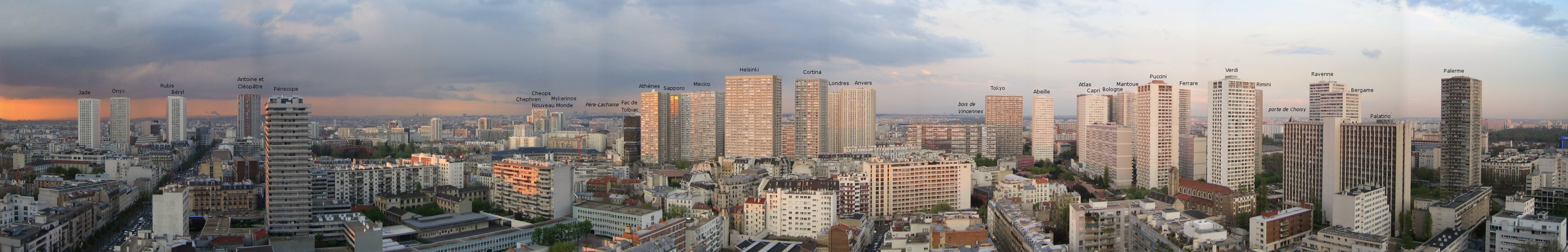
Панорама 13-го округу

- Вулиця Цадкіна
- Площа Італії
- Вулиця Абеля Овелака

## Транспорт
Метро: лінії 5, 6, 7, 14

RER: лінія C

трамвай: лінія Т 87
Вокзал Аустерліц, що зв'язує Париж з південною частиною Франції.